# Monción
Monción é um dos três municípios pertencentes à província de Santiago Rodríguez, na República Dominicana.
Sua população estimada em 2012 era de 39 875 habitantes.